# Dżannat Salama
Dżannat Salama (arab. جناة سلامة) – wieś w Syrii, w muhafazie Aleppo. W 2004 roku liczyła 865 mieszkańców.